# 鈴鹿さつき温泉
鈴鹿さつき温泉（すずかさつきおんせん）は、三重県鈴鹿市にある温泉。

## 泉質
- 単純温泉（低張性弱アルカリ性高温泉）
  - 源泉温度52.4℃
  - 湧出量毎分730リットル

## 温泉地
- JA鈴鹿が運営する日帰り入浴施設鈴鹿さつき温泉（JA鈴鹿温泉保養施設）が存在する。

## 歴史
- 1993年 日帰り入浴施設開業とともに開湯した

## アクセス
- 公共交通機関
  - 関西本線（JR東海）加佐登駅よりタクシー利用で3分
- 自家用車利用
  - 国道1号「庄野北」交差点西へ2分
  - 東名阪自動車道鈴鹿インターチェンジから三重県道27号神戸長沢線・三重県道637号辺法寺加佐登停車場線を鈴鹿サーキット方面へ10分